# National Board of Review
Pour les articles homonymes, voir NBR.
Le National Board of Review (NBR), appelé aussi National Board of Review of Motion Pictures (en français : Conseil national d'examen du cinéma) est un organisme fondé en 1909 à New York, juste 13 ans après la naissance du cinéma, pour protester contre le retrait de permis d'exploitation de films par le maire George Brinton McClellan Jr..
Depuis 1929, il décerne chaque année les National Board of Review Awards (NBR Awards) qui récompensent les meilleurs films de l'année.

## Catégories de récompense
- Top 10 films
- Top films étrangers
- Top films documentaires
- Top films indépendants
- Meilleur film
- Meilleur réalisateur
- Meilleur acteur
- Meilleure actrice
- Meilleur acteur dans un second rôle
- Meilleure actrice dans un second rôle
- Meilleur espoir
- Meilleure distribution
- Meilleur premier film
- Meilleur scénario original
- Meilleur scénario adapté
- Meilleur film en langue étrangère
- Meilleur film d'animation
- Meilleur film documentaire
- Spotlight Award
- Special Filmmaking Achievement Award
- NBR Freedom of Expression